# دونكان (كارولاينا الجنوبية)
دونكان (بالإنجليزية: Duncan, South Carolina)‏ هي بلدة أمريكية تقع في الولايات المتحدة في مقاطعة سبارتنبرغ (كارولاينا الجنوبية). يقدر عدد سكانها بـ 3,181 نسمة ومساحتها 9.1 كم2 وترتفع عن سطح البحر 264 متر.

## التركيبة السكانية
حدّد مكتب تعداد الولايات المتحدة بيانات التركيبة السكانية لدونكان في تعداد الولايات المتحدة. في ما يلي، التركيبة السكانية حسب تعدادي 2000 و2010.

### تعداد عام 2000
بلغ عدد سكان دونكان 2,870 نسمة بحسب تعداد عام 2000، وبلغ عدد الأسر 1,125 أسرة وعدد العائلات 811 عائلة مقيمة في البلدة. في حين سجلت الكثافة السكانية 196.6 نسمة لكل كيلومتر مربع (509.2/ميل2). وبلغ عدد الوحدات السكنية 1,274 وحدة بمتوسط كثافة قدره 87.3 لكل كيلومتر مربع (226.1/ميل2).
وتوزع التركيب العرقي للبلدة بنسبة 65.68% من البيض و30.84% من الأمريكيين الأفارقة و0.14% من الأمريكيين الأصليين و0.66% من الأمريكيين ذوي الأصول الآسيوية و1.67% من الأعراق الأخرى و1.01% من عرقين مختلطين أو أكثر و3.41% من الهسبانيون أو اللاتينيون من أي عرق.
بلغ عدد الأسر 1,125 أسرة كانت نسبة 48% منها لديها أطفال تحت سن الثامنة عشر تعيش معهم، وبلغت نسبة الأزواج القاطنين مع بعضهم البعض 38.3% من أصل المجموع الكلي للأسر، ونسبة 29.7% من الأسر كان لديها معيلات من الإناث دون وجود شريك،  بينما كانت نسبة 4.1% من الأسر لديها معيلون من الذكور دون وجود شريكة وكانت نسبة 27.9% من غير العائلات. تألفت نسبة 24.3% من أصل جميع الأسر من عدة أفراد يعيشون في نفس المنزل ونسبة 9.3% كانت تتألف من شخص يعيش بمفرده يبلغ من العمر 65 عاماً أو أكثر. وبلغ متوسط حجم الأسرة المعيشية 2.54، أما متوسط حجم العائلات فبلغ 2.96.
بلغ العمر الوسطي للسكان 27.9 عاماً. وكانت نسبة 33% من القاطنين تحت سن الثامنة عشر، وكانت نسبة 10.7% بين الثامنة عشر والرابعة والعشرين عاماً، ونسبة 30.5% كانت واقعةً في الفئة العمرية ما بين الخامسة والعشرين والرابعة والأربعين عاماً، ونسبة 14.8% كانت ما بين الخامسة والأربعين والرابعة والستين، ونسبة 10.7% كانت ضمن فئة الخامسة والستين عاماً فما فوق. يوجد لكل 100 أنثى 86.1 ذكر، ويوجد لكل 100 أنثى في الثامنة عشر من عمرها فما فوق 73.7 ذكر.
بلغ متوسط دخل الأسرة في البلدة 27,974 دولارًا، أما متوسط دخل العائلة فبلغ 28,547 دولارًا. وكان متوسط دخل الذكور 27,236 دولارًا مقابل 21,585 دولارًا للإناث. وسجل دخل الفرد الخاص بالبلدة 13,194 دولارًا. وكانت نسبة 19.1% من العائلات ونسبة 20.3% من السكان تحت خط الفقر، وكان من هؤلاء نسبة 29.4% تحت سن الثامنة عشر ونسبة 13% في الخامسة والستين من العمر وما فوق.

### تعداد عام 2010
بلغ عدد سكان دونكان 3,181 نسمة بحسب تعداد عام 2010، وبلغ عدد الأسر 1,236 أسرة وعدد العائلات 847 عائلة مقيمة في البلدة. في حين سجلت الكثافة السكانية 217.9 نسمة لكل كيلومتر مربع (564.4/ميل2). وبلغ عدد الوحدات السكنية 1,401 وحدة بمتوسط كثافة قدره 96 لكل كيلومتر مربع (248.6/ميل2).
وتوزع التركيب العرقي للبلدة بنسبة 60.86% من البيض و30.46% من الأمريكيين الأفارقة و0.22% من الأمريكيين الأصليين و0.97% من الأمريكيين ذوي الأصول الآسيوية و4.28% من الأعراق الأخرى و3.21% من عرقين مختلطين أو أكثر و9.21% من الهسبانيون أو اللاتينيون من أي عرق.
بلغ عدد الأسر 1,236 أسرة كانت نسبة 43.2% منها لديها أطفال تحت سن الثامنة عشر تعيش معهم، وبلغت نسبة الأزواج القاطنين مع بعضهم البعض 35.8% من أصل المجموع الكلي للأسر، ونسبة 26.9% من الأسر كان لديها معيلات من الإناث دون وجود شريك،  بينما كانت نسبة 5.8% من الأسر لديها معيلون من الذكور دون وجود شريكة وكانت نسبة 31.5% من غير العائلات. تألفت نسبة 27.3% من أصل جميع الأسر من عدة أفراد يعيشون في نفس المنزل ونسبة 8.9% كانت تتألف من شخص يعيش بمفرده يبلغ من العمر 65 عاماً أو أكثر. وبلغ متوسط حجم الأسرة المعيشية 2.56، أما متوسط حجم العائلات فبلغ 3.08.
بلغ العمر الوسطي للسكان 31.4 عاماً. وكانت نسبة 30.6% من القاطنين تحت سن الثامنة عشر، وكانت نسبة 10.4% بين الثامنة عشر والرابعة والعشرين عاماً، ونسبة 28.9% كانت واقعةً في الفئة العمرية ما بين الخامسة والعشرين والرابعة والأربعين عاماً، ونسبة 20.3% كانت ما بين الخامسة والأربعين والرابعة والستين، ونسبة 9.8% كانت ضمن فئة الخامسة والستين عاماً فما فوق. وتوزع التركيب الجنسي للسكان بنسبة 44.9% ذكور و55.1% إناث.

## أعلام
- برنس ميلر
- برادلي روبنسون